# 21504 Caseyfreeman
A 21504 Caseyfreeman (ideiglenes jelöléssel 1998 KS19) a Naprendszer kisbolygóövében található aszteroida. A LINEAR projekt keretében fedezték fel 1998. május 22-én.